# 4319 Jackierobinson
4319 Jackierobinson eller 1981 ER14 är en asteroid i huvudbältet som upptäcktes den 1 mars 1981 av den amerikanska astronomen Schelte J. Bus vid Siding Spring-observatoriet. Den är uppkallad efter den amerikanske basebollspelaren Jackie Robinson.
Asteroiden har en diameter på ungefär 4 kilometer.